# Pałata (mijanka)
Pałata (biał. Палата, ros. Полота) – mijanka i przystanek kolejowy w miejscowości Nowaja Pałata, w rejonie połockim, w obwodzie witebskim, na Białorusi. Położona jest na linii Newel - Połock.
Stacja kolejowa powstała w czasach carskich na linii bołogojsko-siedleckiej. W 2017 została zdegradowana do roli mijanki.